# تمارا سلمان
تمارا سلمان (بالإنجليزية: Tamara Salman)‏ (مواليد بغداد، العراق) هي مصممة بريطانية وسيدة أعمال، أطلقت شركتها للاكسسوارات عام 2013 .
تم تعيين تمارا مديرة لليبرتي لندن عام 2004 وبقيت كذلك لمدة 6 سنوات، كان دور تمارا تحديث صورة العلامة التجارية واعادة تنشيط طباعة التوقيعات وانتاج علامة تجارية للاكسسوارات ومجموعة منزلية خاصة بها.
عملت تمارا في صناعة الأياء منذ تخرجها من مدرسة الفنون، والعمل لبعض بيوت الأزياء الأكثر شهرة في أوروبا بما في ذلكروميو جيجلي وبرادا.
في عام 2012 تمارا سلمان بدأت بحث وتطوير عملها للاكسسوارات والذي أطلقته كعلامة تجارية تحت اسم تمارا سلمان المحدودة في أغسطس 2013 . تتأثر تصاميم تمارا بتراثها المختلط، فالشرق يلتقى بالغرب في تصاميمها وحب الالوان والنمط.
عاشت تمارا في انجلترا وشكل ذلك شخصيتها في سن مبكر فذهبت لمدرسة جريج في هامبشاير ودرست المنسوجات في مدرسة وينشستر للفنون، قبل عملها مع برادا وروميو جيجلي، كما أن تمارا كان لها تواجد في متاجر ماري كوين.